# Bananas Foster

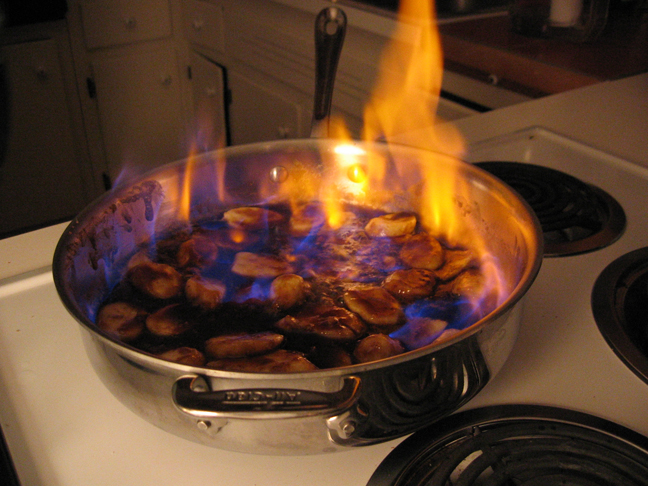
Bananas Foster.

Las bananas Foster son un postre elaborados con plátano, helado de vainilla y una salsa hecha con mantequilla, azúcar moreno, canela, ron negro y licor de plátano. La mantequilla, el azúcar y los plátanos se cocinan, se añade el ron y se flambea. Entonces se sirven los plátanos y la salsa sobre el helado. En los restaurantes, su preparación se hace a menudo junto a la mesa del cliente.
El plato fue creado en 1951 por Paul Blangé en el restaurante Brennan's de Nueva Orleans (Luisiana). Fue bautizado en honor de Richard Foster, un amigo de Owen Brennan que entonces era miembro de la Comisión Anticrimen de Nueva Orleans. Se sigue sirviendo en diversos restaurantes de categoría de la ciudad, y del resto del mundo.